# Ancheng, Anhui
Ancheng (kinesiska: 安成) är en köping  i östra Kina. Den ligger i stadsdistriktet Tianjia'an i staden Huainan i provinsen Anhui, omkring 91 kilometer norr om provinshuvudstaden Hefei. Antalet invånare är 36670. Befolkningen består av 17 282 kvinnor och 19 388 män. Barn under 15 år utgör 17,0 %, vuxna 15-64 år 75 %, och äldre över 65 år 6,0 %.